# Vertrag von Bassein (1802)
Der Vertrag von Bassein wurde am 31. Dezember 1802 zwischen Baji Rao II. und der Britischen Ostindien-Kompanie geschlossen.

## Vorgeschichte und Vertragsabschluss
Der Peshwa Baji Rao II. stand nominell der Marathaenkonföderation aus mehreren Einzelfürstentümern vor, deren mächtigste die Gaekwad von Baroda (Gujarat), die Scindia von Gwalior (südl. von Agra), die Holkar von Indore (Region Malwa) und die Bhonsle von Nagpur (Region Berar) waren.
Da der Peshwa sich von seinem mächtigsten Vasallen, den Scindia, unter Druck gesetzt fühlte, suchte er 1800 zur Absicherung, jedoch widerstrebend, ein militärisches Bündnis mit der Britischen Ostindien-Kompanie. Der Generalgouverneur von Fort William Richard Wellesley, 1. Marquess Wellesley, hoffte, dieses Bündnis würde die Marathenkonföderation unter stärkeren britischen Einfluss bringen. Die Verhandlungen zogen sich über Monate hin. Baji Rao II. wollte die Anwesenheit britischer Truppen auf seinem Gebiet vermeiden, da er fürchtete, so zu einem britischen Vasallen zu werden. Auch die Frage der Kosten war noch zu klären.
Noch während der Verhandlungen kam es bei den Holkar von Indore zu einer umstrittenen Thronfolge: Jeswant Rao Holkar hatte nach Kämpfen die Macht großteils übernommen, Baji Rao II. und Scindia standen auf Seiten seiner Gegner. Jeswant Rao erlitt eine Reihe Niederlagen gegen die Scindia von Gwalior, reorganisierte aber seine Armee mit Hilfe ausländischer Militärs und schlug am 25. Oktober 1802 die vereinigten Armeen des Peshwas und Scindias in der Schlacht von Pune.
Nun nahm Peshwa Baji Rao II. die britischen Bedingungen an und schloss mit ihnen den Vertrag von Bassein, durch den er seine Souveränität in außenpolitischen Angelegenheiten verlor und die Vormacht der Marathen in Indien ins Schwanken brachte.

## Bedingungen
- die Britische Ostindien-Kompanie übernimmt den Schutz des Territoriums Peshwa Baji Raos II.;
- sechs Bataillone mit ungefähr 6.000 Mann Infanterie und Artillerie werden zum Schutz im Territorium des Peshwas stationiert;
- Gebiete mit einem Ertrag von 2,6 Millionen Rupien werden an die Britische Ostindien-Kompanie abgetreten, um die Kosten für die Stationierung zu decken;
- der Peshwa gewährt niemandem Unterschlupf, der gegen die Interessen der Britischen Ostindien-Kompanie handelt;
- der Peshwa nimmt bei Konflikten mit dem Nizam von Hyderabad oder jedem anderen die Vermittlung der Britischen Ostindien-Kompanie an und erkennt den Vertrag der Britischen Ostindien-Kompanie mit den Gaekwad von Baroda an;
- der Peshwa verhandelt oder kommuniziert mit keiner einheimischen oder auswärtigen Macht ohne das Einverständnis der Britischen Ostindien-Kompanie;
- seine Rechte an und um das Gebiet von Surat geht auf die Britische Ostindien-Kompanie über.